# Kilis
Kilis – miasto w Turcji, centrum administracyjne prowincji Kilis.

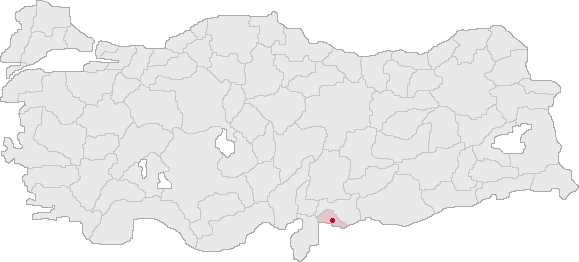
Współczesna turecka prowincja Kilis